# Anna Smrek
Anna Smrek (St. Catharines, 11 de outubro de 2003) é uma jogadora canadense de vôlei, que atua como atacante no Aras Kargo.  

## Biografia
É filha do ex-jogador de basquete Mike Smrek.

## Carreira
Ela integrou a seleção canadense sub-18 que conquistou a prata no Campeonato Norte-americano de 2018 e disputou o Campeonato Mundial de 2019.
Em 2025, ela estreou pela seleção principal durante a Liga das Nações de Vôlei.